# Ivana Mixová
Ivana Mixová, née Hildegarda Mixová le 2 décembre 1930 à Vienne et morte le 5 septembre 2002 à Prague, est une actrice et chanteuse d'opéra tchèque (mezzo-soprano).

## Biographie
Née à Vienne d'un couple tchèque, ses parents, passionnés de théâtre amateur, encouragent leurs enfants à chanter. À neuf ans, la famille déménage à Brno et Ivana commence à fréquenter une chorale d'enfants. Elle prend ensuite des cours particuliers de chant avec Marie Fialová et, de 1947 à 1950, étudie au Conservatoire de Brno. Avant même d'obtenir son diplôme du conservatoire, elle est engagée à Olomouc où elle reste jusqu'en 1953, date à laquelle elle entre au Théâtre d'État d'Ostrava (Národní divadlo moravskoslezské). Parallèlement à ses activités théâtrales à Olomouc et à Ostrava, elle prend des cours particuliers de chant avec Konstantin Karenin. 
Après avoir été invitée au Théâtre national de Prague de 1955 à 1956, où elle joue les rôles de Carmen, Káča et Olga, elle obtient un engagement permanent en 1956 et son premier rôle est celui de Lapák dans La Petite Renarde rusée. Grâce à sa technique de chant, elle interprète des rôles de genres très différents dont masculin, et apparait, par exemple, dans les rôles d'Octave dans Le Cavalier rose, Chérubin dans Les Noces de Figaro, Eboli dans Don Carlos, la Comtesse dans La Dame de pique, Martinka dans Le Baiser, Fricka dans La Walkyrie, Eurydice dans Orphée et Eurydice, ou Clytemnestre dans Elektra. En 1966, le metteur en scène Václav Kašlík lui confie le rôle-titre de Carmen, qui a été conçu d'une manière nouvelle et moderne. Le dernier rôle qu'elle interprète en tant que soliste au Théâtre National est celui du Poissonnier dans Juliette ou la Clé des songes le 31 décembre 1990. 
Ivana Mixová s'est souvent produite à l'étranger, notamment dans le rôle de Carmen en Allemagne, en Russie et en Bulgarie. De 1964 à 1973, elle est régulièrement invitée à l'Opéra d'État de Berlin et de 1965 à 1970 à Hanovre. De 1978 à 1980, elle enseigne au Conservatoire de Prague. Elle apparait aussi au cinéma dans le film Já, truchlivý bůh d'Antonín Kachlík et à la télévision dans Rusalka. 
Sur scène, elle était connue sous son prénom et son nom de jeune fille choisis comme Ivana Mixová, et en privé elle utilisait son nom de jeune fille et son nom d'épouse après le mariage, c'est-à-dire Hildegarda Svitavská, exceptionnellement comme Ivana Mixová-Svitavská. 
En 1999, elle reçoit le Senior Prix (cs) de la Nadace Život umělce et, en mars 2001, elle le prix Thalia 2000 pour l'ensemble de sa carrière dans l'opéra. 
Au cours de la saison théâtrale 2002/2003, elle devait apparaître dans la première de l'opéra La Mort de Klinghoffer de John Adams, mais elle meurt le 5 septembre 2002 après une courte maladie à l'âge de 71 ans à Prague. Une cérémonie est organisée le vendredi 13 septembre à 12 h 00 dans le foyer du Théâtre national de Prague en son honneur. Elle est inhumée au cimetière d'Olšany.

## Enregistrement
- Dvořák, Rusalka - Milada Šubrtová, Zdeněk Švehla, Ondrej Malachovský, Věra Soukupová, Ivana Mixová ; Orchestre du Théâtre national de Prague, dir. Václav Kašlík (studio, 1962), vidéo, version avec coupures[10].